# Evezés az 1948. évi nyári olimpiai játékokon
Az 1948. évi nyári olimpiai játékokon az evezésben hét versenyszámban osztottak érmeket.

## Éremtáblázat
(A rendező ország csapata eltérő háttérszínnel, az egyes számoszlopok legmagasabb értéke, vagy értékei vastagítással kiemelve.)
| Az 1948. évi nyári olimpiai játékok éremtáblázata evezésben | Az 1948. évi nyári olimpiai játékok éremtáblázata evezésben | Az 1948. évi nyári olimpiai játékok éremtáblázata evezésben | Az 1948. évi nyári olimpiai játékok éremtáblázata evezésben | Az 1948. évi nyári olimpiai játékok éremtáblázata evezésben | Olimpia  |
| ----------------------------------------------------------- | ----------------------------------------------------------- | ----------------------------------------------------------- | ----------------------------------------------------------- | ----------------------------------------------------------- | -------- |
|                                                             | Ország                                                      | Arany                                                       | Ezüst                                                       | Bronz                                                       | Összesen |
| 1.                                                          | Nagy-Britannia (GBR)                                        | 2                                                           | 1                                                           | 0                                                           | 3        |
| 2.                                                          | Egyesült Államok (USA)                                      | 2                                                           | 0                                                           | 1                                                           | 3        |
| 3.                                                          | Dánia (DEN)                                                 | 1                                                           | 2                                                           | 1                                                           | 4        |
| 4.                                                          | Olaszország (ITA)                                           | 1                                                           | 1                                                           | 2                                                           | 4        |
| 5.                                                          | Ausztrália (AUS)                                            | 1                                                           | 0                                                           | 0                                                           | 1        |
|                                                             |                                                             |                                                             |                                                             |                                                             |          |
| 6.                                                          | Svájc (SUI)                                                 | 0                                                           | 2                                                           | 0                                                           | 2        |
| 7.                                                          | Uruguay (URU)                                               | 0                                                           | 1                                                           | 1                                                           | 2        |
|                                                             |                                                             |                                                             |                                                             |                                                             |          |
| 8.                                                          | Magyarország (HUN)                                          | 0                                                           | 0                                                           | 1                                                           | 1        |
| 8.                                                          | Norvégia (NOR)                                              | 0                                                           | 0                                                           | 1                                                           | 1        |
|                                                             |                                                             |                                                             |                                                             |                                                             |          |
| Összesen                                                    | Összesen                                                    | 7                                                           | 7                                                           | 7                                                           | 21       |

## Érmesek
| Az 1948. évi nyári olimpiai játékok érmesei evezésben | | | |
| Versenyszám                                           | Arany | Ezüst | Bronz |
| Egypárevezős                                          | Mervyn Wood · Ausztrália (AUS) | Eduardo Risso · Uruguay (URU) | Romolo Catasta · Olaszország (ITA) |
| Kétpárevezős                                          | Nagy-Britannia (GBR) · Richard Burnell · Bertie Bushnell | Dánia (DEN) · Ebbe Parsner · Aage Larsen | Uruguay (URU) · William Jones · Juan Rodríguez |
| Kormányos nélküli kettes                              | Nagy-Britannia (GBR) · Jack Wilson · Ran Laurie | Svájc (SUI) · Hans Kalt · Josef Kalt | Olaszország (ITA) · Felice Fanetti · Bruno Boni |
| Kormányos kettes                                      | Dánia (DEN) · Finn Pedersen · Tage Henriksen · Carl-Ebbe Andersen                                                                                           | Olaszország (ITA) · Giovanni Steffè · Aldo Tarlao · Alberto Radi | Magyarország (HUN) · Szendey Antal · Zsitnik Béla · Zimonyi Róbert |
| Kormányos nélküli négyes                              | Olaszország (ITA) · Giuseppe Moioli · Elio Morille · Giovanni Invernizzi · Franco Faggi                                                                     | Dánia (DEN) · Helge Halkjær · Axel Bonde Hansen · Helge Schrøder · Ib Larsen                                                                                                | Egyesült Államok (USA) · Frederick Kingsbury · Stuart Griffing · Gregory Gates · Robert Perew                                                                           |
| Kormányos négyes                                      | Egyesült Államok (USA) · Warren Westlund · Robert Martin · Robert Will · Gordon Giovanelli · Allan Morgan                                                   | Svájc (SUI) · Rudolf Reichling · Erich Schriever · Émile Knecht · Pierre Stebler · André Moccand                                                                            | Dánia (DEN) · Erik Larsen · Børge Nielsen · HenryLarsen · Harry Knudsen · Jørgen Olsen                                                                                  |
| Nyolcas                                               | Egyesült Államok (USA) · Ian Turner · David Turner · James Hardy · George Ahlgren · Lloyd Butler · David Brown · Justus Smith · John Stack · Ralph Purchase | Nagy-Britannia (GBR) · Christopher Barton · Michael Lapage · Guy Richardson · Ernest Bircher · Paul Massey · Charles Lloyd · David Meyrick · Alfred Mellows · Jack Dearlove | Norvégia (NOR) · Kristoffer Lepsøe · Torstein Kråkenes · Hans Hansen · Halfdan Gran Olsen · Harald Kråkenes · Leif Næss · Thor Pedersen · Carl Monssen · Sigurd Monssen |